# Напад п'ятдесятифутової чирлідерки
Напад п'ятдесятифутової чирлідерки (англ. Attack of the 50ft Cheerleader) — американська комедія 2012 року.

## Сюжет
Капітан групи підтримки коледжу, Кейсі Стратфорд споживає експериментальний препарат, який надає її красу і спортивні здібності. Препарат має непередбачений побічний ефект — Кейсі починає рости, рости і рости.

## У ролях
| Актор            | Роль                      |
| ---------------- | ------------------------- |
| Шон Янг          | Бренда Стратфорд          |
| Медісон Ділан    | Pledge 3                  |
| Райан Мерріман   | Кайл                      |
| Тріт Вільямс     | доктор Грей               |
| Джена Сімс       | Кейсі Стратфорд           |
| Джон Лендіс      | професор                  |
| Енн МакДеніелс   | Тіффані                   |
| Саша Джексон     | Джетт                     |
| Тед Реймі        | доктор Хіггс              |
| Роджер Корман    | Декан Хінкль              |
| Пола Трікі       | екс капітан уболівальниць |
| Пола ЛаБаредас   | Zeta Sister 2             |
| Анджеліна Армані | Pledge 1                  |
| Мері Воронов     | House Mother              |
| Олівія Асі       | Бріттані Ендрюс           |
| Аріана Мадікс    | Pledge 2                  |
| Маріо Перез      | Zem-Chem Thug 3           |
| Мерсі Мелік      | Sophia Long               |
| Бетсі Лендін     | Zeta Sister 3             |
| Дженніфер Герт   | Zeta Sister 1             |
| Ненсі Карр       | Pledge 4                  |
| Джейсон Еттер    | Ріан                      |
| Брент Хафф       | диктор                    |
| А.Дж. Ламас      | Брендон                   |